# Beau Biden
Joseph Robinette Biden III, meglio conosciuto come Beau Biden (Wilmington, 3 febbraio 1969 – Bethesda, 30 maggio 2015), è stato un politico, avvocato e militare statunitense, procuratore generale dello stato del Delaware dal 2007 al 2015 e figlio primogenito del 46º presidente degli Stati Uniti d'America Joe Biden.

## Biografia
Beau Biden nasce a Wilmington, nel Delaware, il 3 febbraio 1969, da Joe e Neilia Hunter Biden. Nel 1972, all'età di appena 3 anni, rimase coinvolto in un incidente stradale con la madre, la sorella Naomi e il fratello Hunter; lui e suo fratello sopravvissero all'impatto, seppur avendo riportato diverse ferite, mentre la madre e la sorella morirono sul colpo. Il padre si risposò nel 1977 con Jill Jacobs, dopo essere stato incoraggiato da Beau e il fratello Hunter. Da tale matrimonio ha avuto una sorellastra, Ashley.
Si laureò in Legge all'Università di Syracuse e ottenne un Baccellierato in Arti all'Università della Pennsylvania, andando a lavorare come impiegato per il giudice Steven McAuliffe presso il tribunale distrettuale del New Hampshire. Dal 1995 al 2004 ha lavorato al Dipartimento di giustizia americano, prima come consigliere dell'Ufficio per lo sviluppo delle politiche e successivamente come procuratore federale presso l'ufficio del procuratore degli Stati Uniti.
Nel 2003 entrò nell'esercito americano frequentando la Judge Advocate General's Corps School presso l'Università della Virginia come membro della Delaware Army National Guard. Ha conseguito il grado di maggiore nella Judge Advocate General's Corps come parte della 261ª brigata di segnale a Smyrna. L'unità di Biden si è poi schierata in Iraq e inviata a Fort Bliss, nel Texas, per l'addestramento pre-schieramento il 3 ottobre 2008, il giorno dopo che suo padre ha partecipato all'unico dibattito tra i candidati vicepresidente della campagna presidenziale di quell'anno. Nel gennaio 2009 volò dall'Iraq verso Washington per assistere all'insediamento di suo padre come vicepresidente e di Obama come presidente, per poi ritornare in Iraq nel settembre dello stesso anno. Venne poi premiato con la medaglia di bronzo.
Nel 2006 si candidò come procuratore generale del Delaware e venne eletto. Riconfermato nel 2010, rinunciò a ricandidarsi per un terzo mandato e presentò la sua candidatura nel 2014 a governatore del Delaware. Tuttavia nel 2013 gli fu diagnosticato un tumore al cervello, dopo che anni prima aveva lamentato continui mal di testa, intorpidimenti e paralisi. Gli fu poi rimossa una lesione e fu quindi sottoposto a radioterapia e chemioterapia, in cui il cancro rimase stabile. Morì il 30 maggio 2015 all'età di 46 anni. Ai suoi funerali, oltre alla famiglia, parteciparono anche il presidente Obama, insieme a sua moglie Michelle e alle figlie, l'ex presidente Bill Clinton insieme a sua moglie Hillary e il capo di stato maggiore dell'Esercito degli Stati Uniti Raymond Odierno, che pronunciò l'elogio funebre e presentò una legione al merito postuma per il suo servizio nella Delaware Army National Guard. Riposa vicino a sua madre Neilia e a sua sorella Naomi al cimitero di St. Joseph on the Brandywine, a Greenville.

## Vita privata
Dal 2002 fino alla morte è stato sposato con Hallie Olivere, dalla quale ha avuto due figli: Natalie (2004) e Robert Hunter II (2006).